# 哈罗德·拉斯基
哈罗德·约瑟夫·拉斯基（英語：Harold Joseph Laski，1893年6月30日—1950年3月24日）是英国政治理论家、经济学家。1945-1946年任英国工党主席。1926-1950年任伦敦政治经济学院教授。

## 观点
拉斯基起先赞成多元主義，1930年后他转向马克思主义，强调阶级斗争和工人革命。因此，他与反对暴力革命的其他工党领导人产生严重分歧。
拉斯基一直支持印度革命和社会主义建设，与印度共和国早期领导人如尼赫鲁交往甚密。为纪念他，1954年印度政府在艾哈迈达巴德建立了哈罗德·拉斯基学院。拉斯基也是中国知识分子邹文海的老师。
拉斯基在致霍姆斯的信中说：“我重读梅因的《古代法》，再次体验到它无尽的魅力。如果要我指定一本书，可以诱导外行人感到法学是一个伟大的科目，我想我会让他去读梅因，看他是否敢否认它的伟大！”

## 相关作品
拉斯基是美国作家艾茵·兰德小说《源头》里人物埃斯沃斯·托黑（Ellsworth Toohey）的原型。